# Psilogramma menephron
Espèce
Psilogramma menephron est une espèce de lépidoptères (papillons) de la famille des Sphingidae. Elle est l'espèce type du genre Psilogramma.

## Description
L'envergure est 82-138 mm.

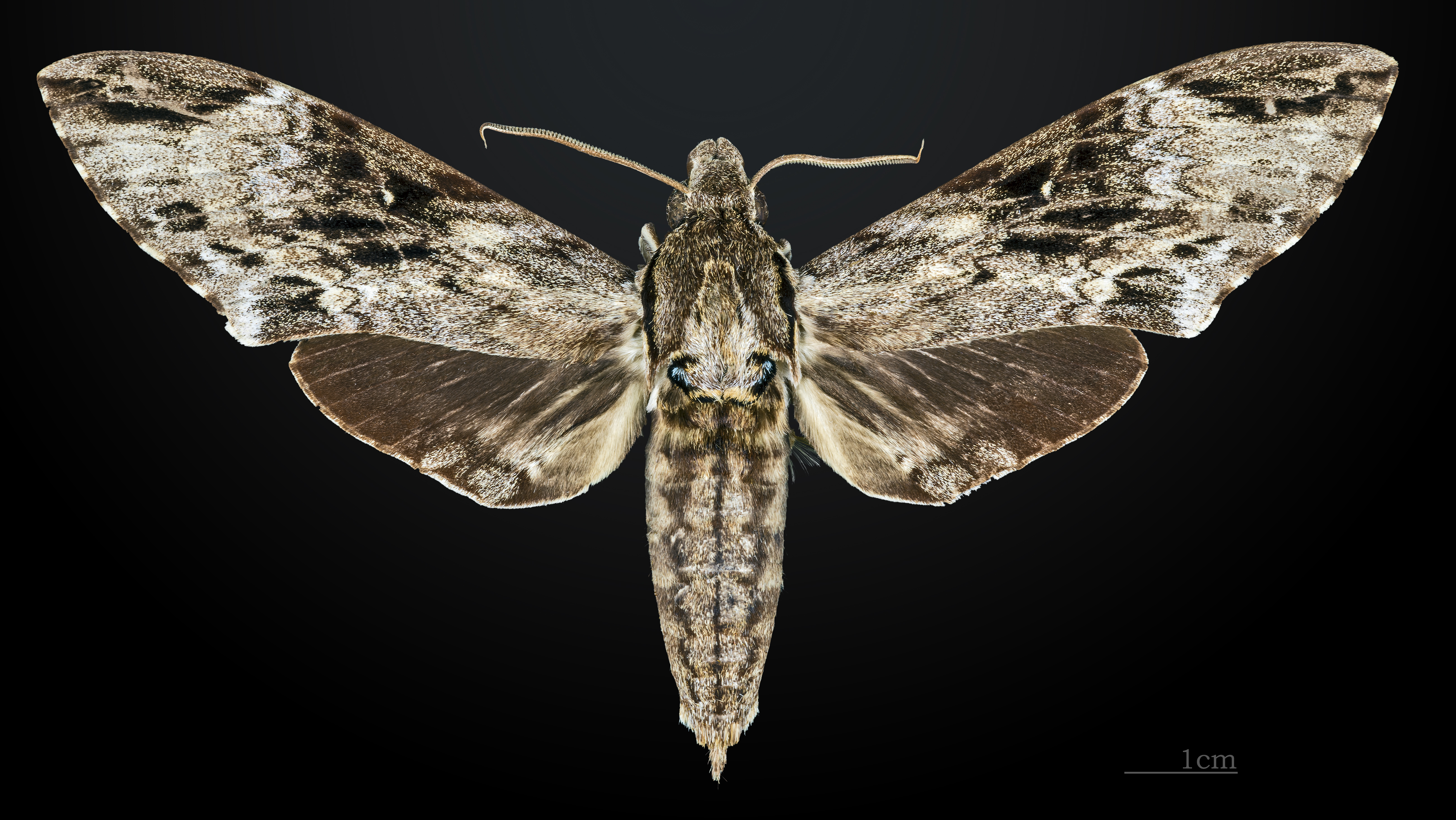
Face dorsale du mâle MHNT
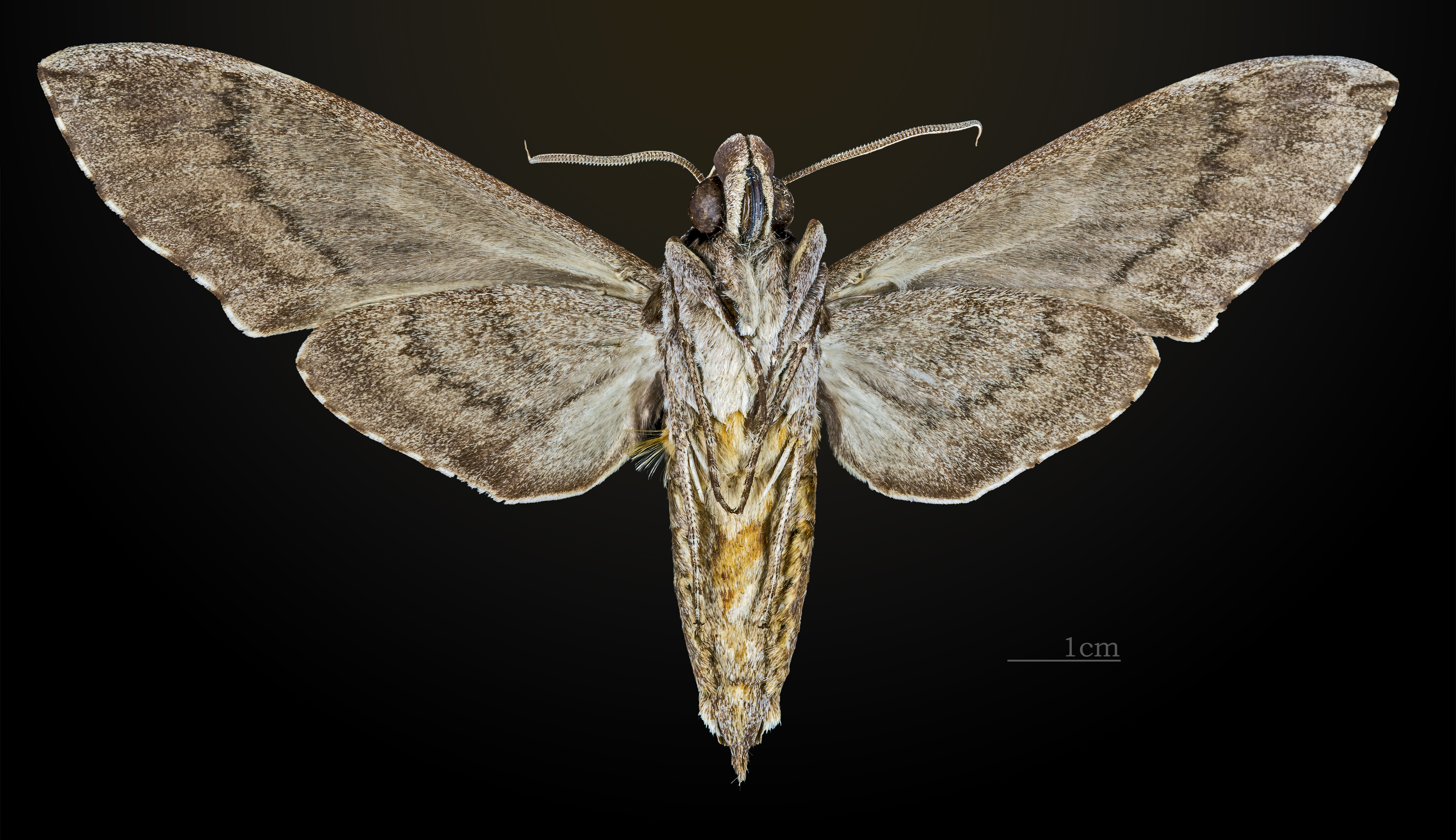
Revers du mâle MHNT
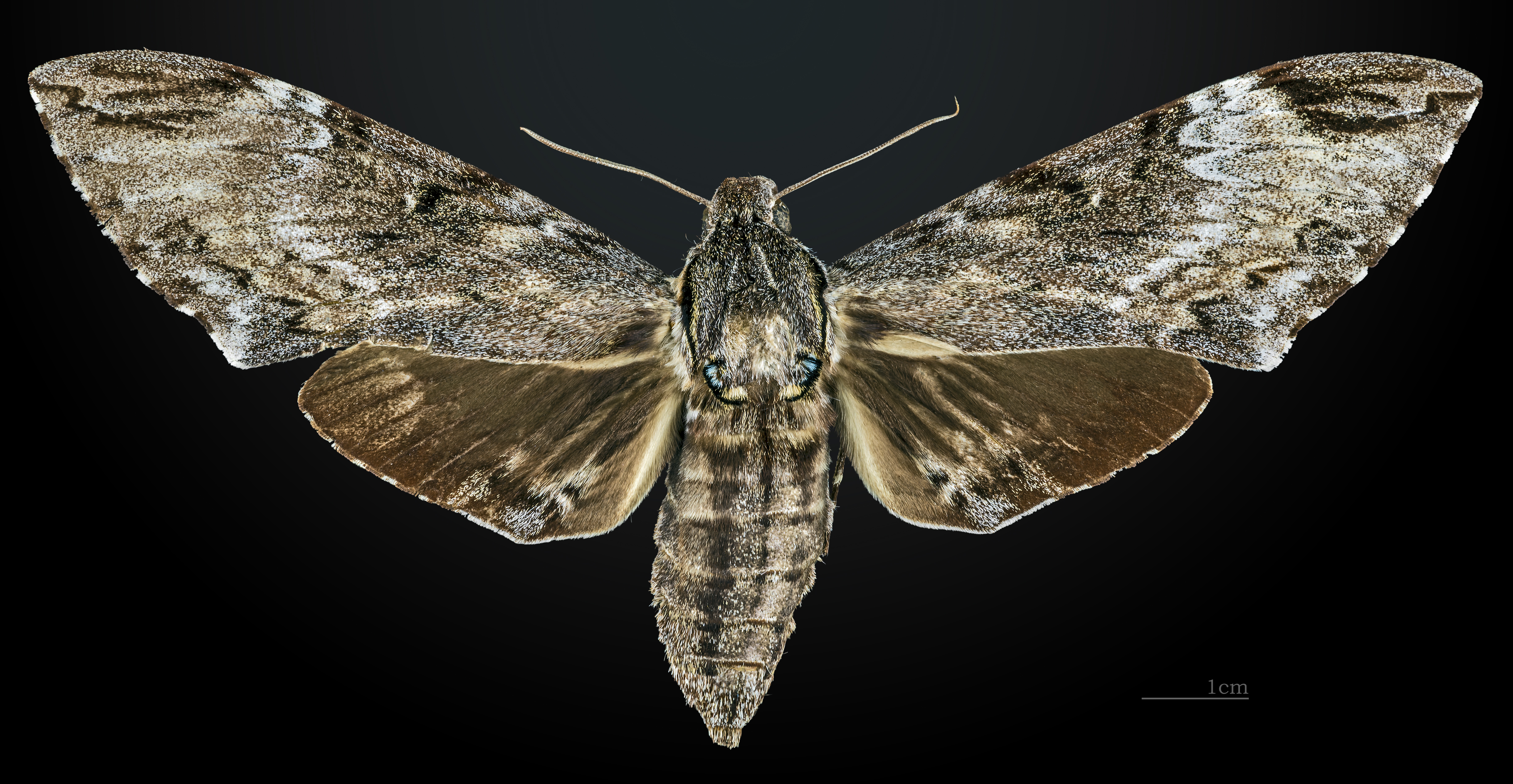
Face dorsale de la femelle MHNT
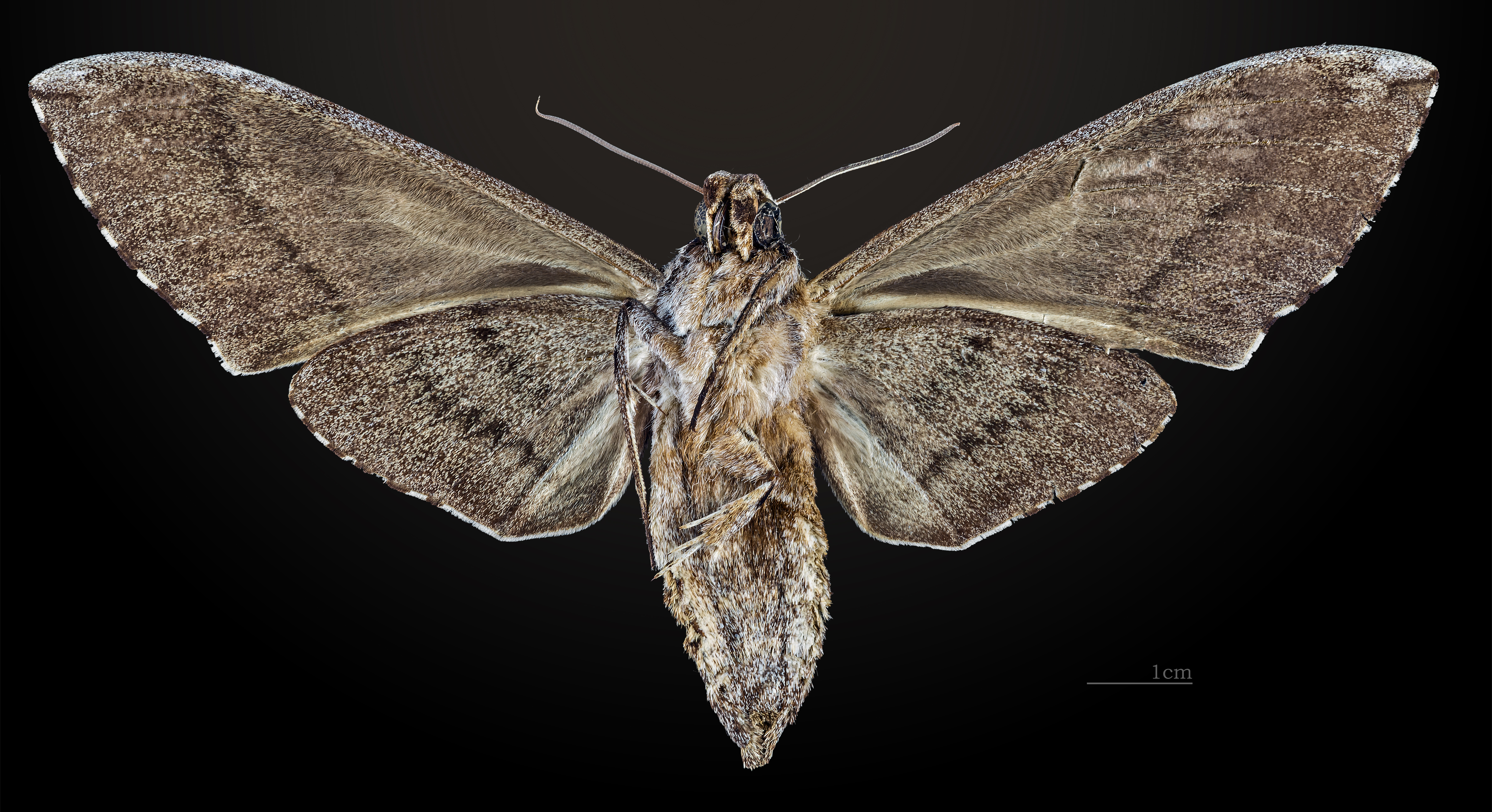
Revers de la femelle MHNT
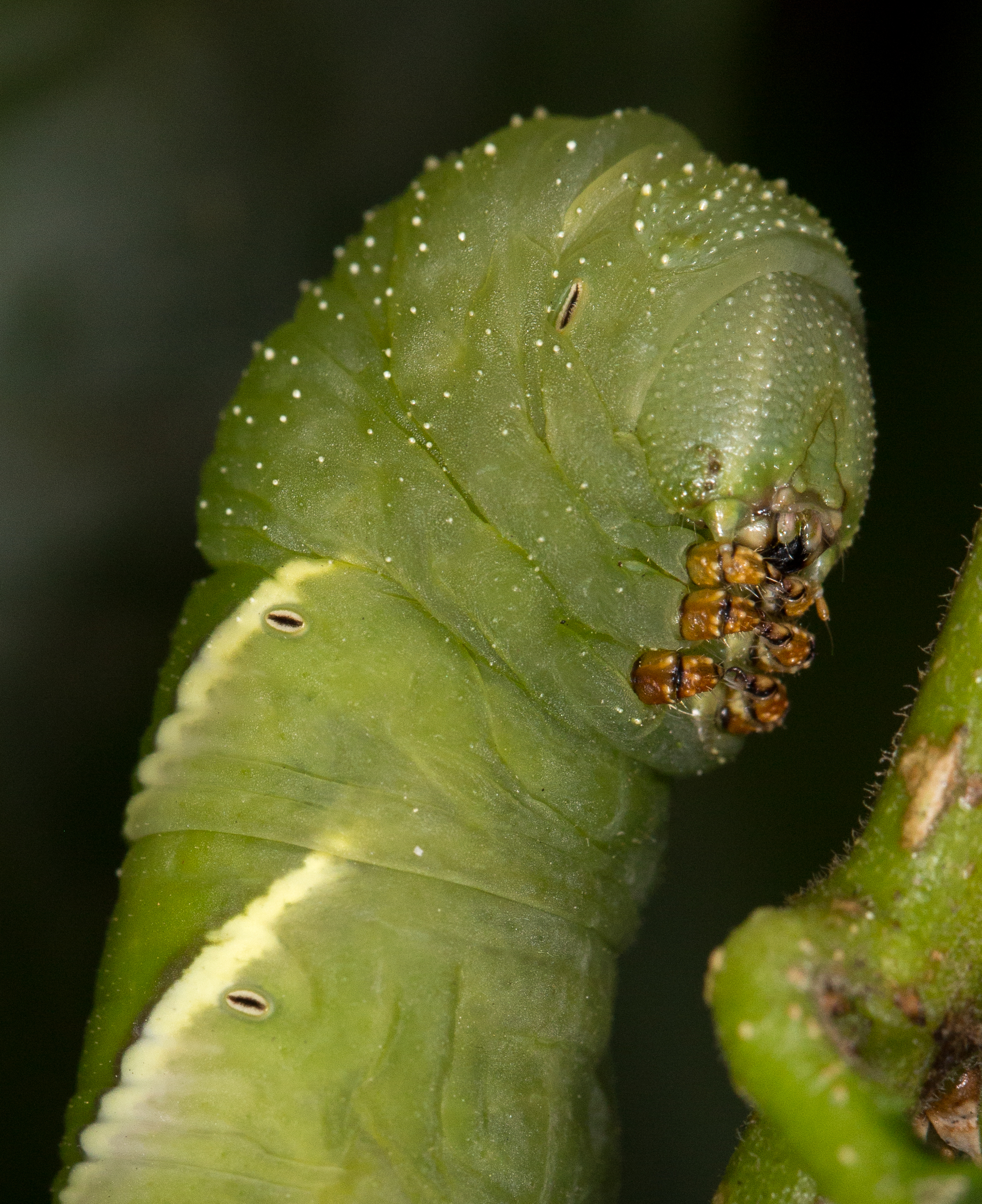
Chenille

## Répartition et habitat
Il se trouve généralement au Sri Lanka, en Inde (y compris les îles Andaman), au Népal, dans le centre et le sud de la Chine, en  Thaïlande, au Vietnam, en Indonésie et aux Philippines. Psilogramma casuarinae de l'est de l'Australie a longtemps été considéré comme un synonyme, mais est maintenant considéré comme une espèce distincte. La population introduite sur Hawaï a d'abord été attribuée à l'espèce menephron, mais est en fait Psilogramma increta.

## Biologie
Les chenilles se nourrissent des genres Clerodendrum, Fortunatum, Ligustrum (y compris Ligustrum sinense), Fraxinus, Jasminum, des espèces Tectona grandis, Vitex negundo, Callicarpa arborea, Lonicera, Perilla et Osmanthus sesamum.

## Systématique
L'espèce Psilogramma menephron a été décrite par l'entomologiste hollandais Pieter Cramer en 1780, sous le nom initial de Sphinx menephron.

### Synonymie
- Sphinx menephron Cramer, [1780] Protonyme
- Sphinx menephron discistriga Walker, 1856[2]
- Sphinx emarginata Moore, [1858]
- Sphinx ahrendti Pagenstecher, 1888 [3]
- Psilogramma  darius (Ménétriés, 1957)